# Referendo constitucional no Azerbaijão em 2009
O referendo constitucional azeri de 2009 foi realizado em 18 de março. Seu objetivo foi de dar uma candidatura ilimitada ao presidente do país, Ilham Aliev.

## Resultados e participação
A reeleição ilimitada foi suspensa porque 92% dos eleitores rejeitaram a proposta do presidente. Além do limite à reeleição, a população também foi consultada sobre cerca de 41 outras emendas constitucionais, totalizando 29 perguntas, como a restrição dos direitos dos meios de comunicação, informou o chefe da comissão eleitoral central, Mazahir Panakhov. A participação no pleito foi de 71,09%
A aprovação da emenda que suspende o limite de mandatos presidenciais permitirá que o atual presidente, Ilham Aliev, de 47 anos, se candidate mais uma vez. Os grupos da oposição fizeram campanha pelo boicote ao referendo, por considerá-lo uma farsa destinada a perpetuar o poder nas mãos da família Aliev.